# Пихтовая (деревня)
Пихтовая — деревня в Котельничском районе Кировской области в составе Светловского сельского поселения.

## География
Располагается на расстоянии примерно 48 км по прямой на запад-юго-запад от райцентра города Котельнич.

## История
Известна как починок Пихтовский с 1873 года, когда здесь было учтено дворов 8 и жителей 45, в 1905 16 и 99, в 1926 (уже деревня Пихтово) 26 и 155, в 1950 (Пихтова) 25 и 84, в 1989 году проживало 24 человека.

## Население
Постоянное население  составляло 21 человек (русские 100%) в 2002 году, 22 в 2010.